# Garrett Wang
Garrett Richard Wang (en chino: 王以瞻; pinyin: Wáng Yǐzhān; 15 de diciembre de 1968) es un actor estadounidense, más conocido por su papel en Star Trek: Voyager como el alférez Harry Kim.

## Biografía

### Primeros años
Wang nació en Riverside, California, de padres chinos inmigrantes que se trasladaron a Indiana y luego a las Bermudas, Memphis, Tennessee y luego de vuelta a California. Se mudó de Los Ángeles a Las Vegas en 2008.
Wang se graduó de la Harding Academy High School en Memphis, Tennessee. Wang se mudó a Los Ángeles para asistir a la UCLA para iniciar el curso de ingreso a la carrera de medicina. Cambió varias veces de carrera, pasando de Biología a Ciencias Políticas, luego a Historia y de esta a Economía y finalmente a Estudios de Asia, con todos sus cursos superiores en Teatro.

### Carrera
Wang es mayormente conocido por su interpretación del alférez Harry Kim en Star Trek: Voyager que se desarrolló de 1995 a 2001. Dispuesto a participar en un nuevo papel para una producción de fans de Star Trek: De dioses y hombres en 2007, declaró que "siempre es más difícil para un actor el interpretar al villano".
Wang también hizo una aparición en la serie de televisión "All American Girl", en el episodio "Sumisión: Impossible" como Raymond Han.
En 2010, Wang fue nombrado Director de la Trek Track Con para Dragon Con, convirtiéndose en el primer actor en trabajar en el detrás de escena de una convención.
Wang participó en el Calgary Expo Comicon de 2012, entrevistando a Stan Lee y estuvo presente en uno de los puestos entre otros expositores, además de ser un orador sorpresa en TNG Exposed. 
En 2015 dio una entrevista individual a Yaya Han.

### Star Trek
Desde su infancia el actor Garrett Wang es un fan de la ciencia ficción, en particular de Star Wars y Battlestar Galactica. Wang vio todas las películas de Star Trek, pero en realidad nunca había visto Star Trek: La nueva generación (TNG) antes de trabajar en Voyager. El primer episodio de la temporada uno de TNG que vio fue "Código de Honor", que Garrett dice que  es ampliamente considerado por todos los escritores de la serie como el peor que se haya producido. Tres veces en un período de año y medio intentó volver a ver TNG, y siempre fue una repetición de "Code of Honor". Wang lo considera algo positivo, ya que cree que de haber sido un fan de TNG, podría haberse puesto tan nervioso durante las audiciones para Voyager, que podría haber perdido el papel.
En Star Trek Las Vegas de 2014, se anunció que Wang repetiría su rol como Harry Kim en "Delta Rising", la segunda expansión del juego de roles multijugador en línea, Star Trek Online.

## Filmografía

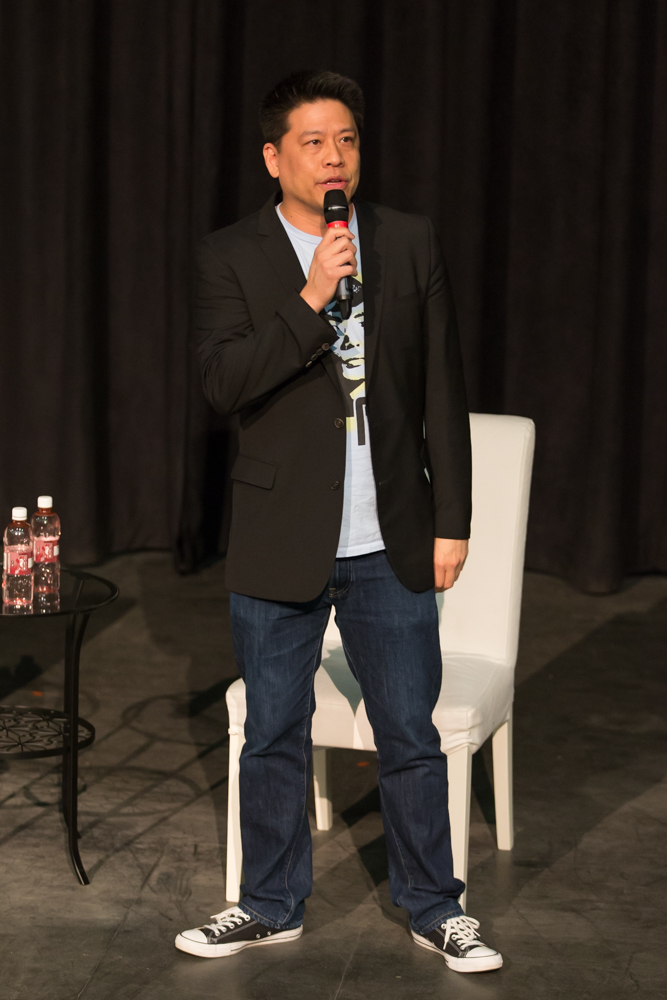
Garrett Wang interactúa con el público en su panel en la Calgary Expo 2015.

| Año  | Título                       | Personaje           | Nota                             |
| ---- | ---------------------------- | ------------------- | -------------------------------- |
| 1995 | Star Trek: Voyager           | Alférez Harry Kim   | show de TV desde 1995 hasta 2001 |
| 1995 | Flesh Suitcase               | Sin Nombre          |                                  |
| 1995 | Angry Cafe                   | Sin Nombre          |                                  |
| 1998 | Ivory Tower                  | Mark Burton         |                                  |
| 1998 | Hundred Percent              | Troy Tashima        |                                  |
| 1999 | The Auteur Theory            | Mike Wong/God       |                                  |
| 2002 | Demon Island                 | Paul                |                                  |
| 2005 | Into the West                | Chow-Ping Yen       | Miniserie de TV                  |
| 2007 | Star Trek: Of Gods and Men   | Garan               |                                  |
| 2009 | Why Am I Doing This?         | Vic                 |                                  |
| 2014 | Star Trek: Preludio a Axanar | Comandante Klingon. |                                  |

### Videojuegos
| Año  | Título                         | Papel     | Notas        |
| ---- | ------------------------------ | --------- | ------------ |
| 2002 | Star Trek: Voyager Elite Force | Harry Kim | Papel de voz |
| 2014 | Star Trek Online               | Harry Kim | papel de voz |